# Шошоні (округ, Айдахо)
Шаблон:StateAbbr_ 47°21′ пн. ш. 115°53′ зх. д. / 47.35° пн. ш. 115.89° зх. д.
Округ  Шошоні (англ. Shoshone County) — округ (графство) у штаті  Айдахо, США. Ідентифікатор округу 16079.

## Історія
Округ утворений 1864 року.

## Демографія
За даними перепису 
2000 року 
загальне населення округу становило 13771 осіб, зокрема міського населення було 3358, а сільського — 10413.
Серед мешканців округу чоловіків було 6866, а жінок — 6905. В окрузі було 5906 домогосподарств, 3858 родин, які мешкали в 7057 будинках.
Середній розмір родини становив 2,82.
Віковий розподіл населення поданий у таблиці:
| Стать    | До 15 років | 15-21 | 22-29 | 30-39 | 40-49 | 50-65 | 65-85 | Понад 85 |
| -------- | ----------- | ----- | ----- | ----- | ----- | ----- | ----- | -------- |
| Чоловіки | 1341        | 601   | 531   | 864   | 1132  | 1330  | 979   | 88       |
| Жінки    | 1231        | 550   | 503   | 900   | 1050  | 1338  | 1144  | 189      |

## Суміжні округи
- Боннер — північ
- Сендерс, Монтана — північний схід
- Мінерал, Монтана — південний схід
- Клірвотер — південь
- Лейта — південний захід
- Бенева — захід
- Кутенай — північний захід

## Виноски
1. ↑  (unspecified title) — Москва: ВИНИТИ РАН, 1964. — С. 40. — 235 с.
2. ↑  U.S. Decennial Census. United States Census Bureau. Архів оригіналу за 26 квітня 2015. Процитовано 1 липня 2014.
3. ↑  Historical Census Browser. University of Virginia Library. Архів оригіналу за 11 серпня 2012. Процитовано 1 липня 2014.
4. ↑  Population of Counties by Decennial Census: 1900 to 1990. United States Census Bureau. Процитовано 1 липня 2014.
5. ↑  Census 2000 PHC-T-4. Ranking Tables for Counties: 1990 and 2000 (PDF). United States Census Bureau. Процитовано 1 липня 2014.
6. ↑  State & County QuickFacts. United States Census Bureau. Архів оригіналу за 18 липня 2011. Процитовано 1 липня 2014.(англ.) Наведено за англійською вікіпедією.
7. ↑  American FactFinder. Бюро перепису населення США. Архів оригіналу за 26 лютого 2012. Процитовано 31 січня 2008. [Архівовано 2008-05-21 у Wayback Machine.]

| США | Це незавершена стаття з географії США. Ви можете допомогти проєкту, виправивши або дописавши її. |